# Lista odcinków serialu Marvin Marvin
W artykule znajduje się lista odcinków serialu Marvin Marvin, emitowanego w Polsce od 24 marca 2013 roku na kanale Nickelodeon.

## Serie
| Seria | Odcinki | Premiera serii    | Finał serii      | Premiera serii | Finał serii      |
| ----- | ------- | ----------------- | ---------------- | -------------- | ---------------- |
| 1     | 20      | 24 listopada 2012 | 27 kwietnia 2013 | 24 marca 2013  | 20 września 2013 |

## Seria 1: 2012–13
- Ta seria liczy 20 odcinków.

| #     | Tytuł                                                    | Reżyseria        | Scenariusz                            | Premiera          | Premiera            | Kod produkcji |
| ----- | -------------------------------------------------------- | ---------------- | ------------------------------------- | ----------------- | ------------------- | ------------- |
| 1     | Pilot                                                    | Gary Halvorson   | Jon Ross Jeff Bushell                 | 24 listopada 2012 | 24 marca 2013       | 101           |
| 2     | Koń nie z tej ziemi Improbable Story                     | Eric Dean Seaton | Carly Althoff Luke Giordano           | 1 grudnia 2012    | 11 maja 2013        | 105           |
| 3     | Ból zęba Toothache                                       | Gary Halvorson   | Dicky Murphy                          | 8 grudnia 2012    | 27 kwietnia 2013    | 103           |
| 4     | Mrożony dziadek Ice Pop Pop                              | Eric Dean Seaton | Jennifer Joyce                        | 15 grudnia 2012   | 18 maja 2013        | 106           |
| 5     | Burgerbuła Burger On a Bun                               | Eric Dean Seaton | Steve Leff                            | 5 stycznia 2013   | 1 czerwca 2013      | 108           |
| 6     | Marvin i fajne chłopaki Marvin and the Cool Kids         | Eric Dean Seaton | Peter Dirksen Jonathan Howard         | 12 stycznia 2013  | 25 maja 2013        | 107           |
| 7     | Straszny film Scary Movie                                | Rob Schiller     | Peter Dirksen Jonathan Howard         | 19 stycznia 2013  | 8 czerwca 2013      | 109           |
| 8     | Podwójna randka Double Date                              | Gary Halvorson   | Jeff Bushell                          | 26 stycznia 2013  | 20 kwietnia 2013    | 102           |
| 9     | Koszykówka Basketball                                    | Shannon Flynn    | Jon Ross                              | 2 lutego 2013     | 4 maja 2013         | 104           |
| 10    | Kosmo-wakacje Space-Cation                               | Rob Schiller     | Jeff Bushell                          | 9 lutego 2013     | 15 czerwca 2013     | 110           |
| 11    | Bitwa na kapele Battle of the Bands                      | Shannon Flynn    | Dicky Murphy                          | 16 lutego 2013    | 10 września 2013    | 112           |
| 12    | Marvin dostaje zwierzątko Marvin Gets a Pet              | Shannon Flynn    | Jennifer Joyce                        | 23 lutego 2013    | 11 września 2013    | 113           |
| 13    | Spoko-dłoń Calm Palm                                     | Eric Dean Seaton | Marc Warren Danny Warren Jeff Bushell | 2 marca 2013      | 9 września 2013     | 111           |
| 14    | Dzień Świętego Glar Kaia St. Glar Kai Day                | Shannon Flynn    | Jon Ross                              | 16 marca 2013     | 16 września 2013    | 116           |
| 15    | Wspaniały złodziej komiksów The Amazing Comic Book Thief | Eric Dean Seaton | Blake J. Williger                     | 30 marca 2013     | 17 września 2013    | 117           |
| 16    | Marvin ma wolne Marvin’s Day Off                         | Eric Dean Seaton | Steve Leff                            | 6 kwietnia 2013   | 18 września 2013    | 118           |
| 17    | Domóweczka House Party                                   | Jeff Bushell     | Zach Butler                           | 13 kwietnia 2013  | 20 września 2013    | 120           |
| 18    | Pan Ziemia Mr. Earth                                     | Alex Winter      | Peter Dirksen Jonathan Howard         | 20 kwietnia 2013  | 19 września 2013    | 119           |
| 19-20 | Big Time Marvin                                          | Jonathan Judge   | Carly Althoff Luke Giordano           | 27 kwietnia 2013  | 12-13 września 2013 | 114-115       |